# Dieter Kieselstein

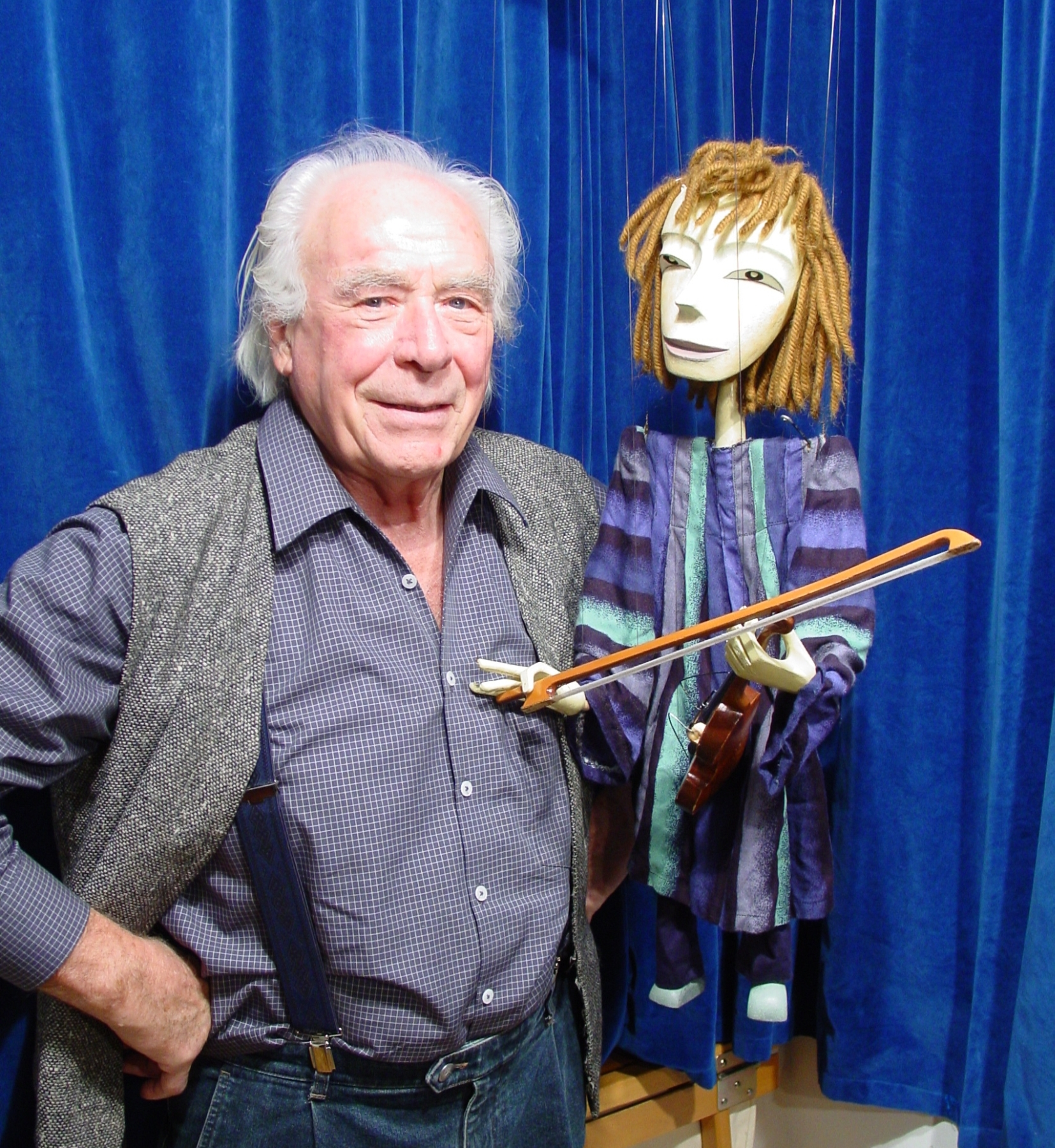
Dieter Kieselstein, Januar 2006

Dieter Kieselstein (* 3. Oktober 1928 in Chemnitz; † 1. September 2012 im Bochumer Stadtteil Wattenscheid) war ein deutscher Puppenspieler.

## Leben
1946 machte er eine Facharbeiterprüfung als Dreher. Erste Erfahrungen im Marionetten-Bau und -Spiel erhielt er in Kursen bei F. H. Bross von 1960 bis 1964 am Deutschen Institut für Puppenspiel.
Kieselstein gründete 1963 zusammen mit seiner Ehefrau Gisela das Puppentheater Kieselstein in Wattenscheid. Bis 2003 war er als Puppenspieler aktiv und von 1989 bis 1994 bei RTL als Li-La-Launebär. Von 1967 bis 1972 war Kieselstein Fachlehrer für Marionetten-Bau und -Führung am Deutschen Institut für Puppenspiel in Bochum. Danach erhielt er Verpflichtungen als Leiter von Kursen über Figuren-Arten und Techniken.
Ab 1963 entwickelte Kieselstein Inszenierungen für Kinder. Von 1968 an inszenierte er mit eigenen Marionetten für Erwachsene. Es folgte der Entwurf und Bau des Li-La-Launebären, der von Gisela und Dieter Kieselstein ab 1989 sechs Jahre gesprochen und animiert wurde.
1964 hospitierte Kieselstein an der Augsburger Puppenkiste. Danach war er an der Bochumer Marionettenbühne als Marionettenspieler und als Bühnenmeister 4 Monate hauptberuflich für die Inszenierung von Shakespeares Sturm angestellt und später als freiberufliche Honorarkraft verpflichtet.
Kieselsteins Schwerpunkt waren Arbeiten mit unterschiedlichen Materialien und die Entwicklung neuer Figuren-Techniken. Er baute und spielte Hand- und Stab-Puppen, Klappmaulpuppen, Figuren mit speziellen inneren Mechaniken und Mischformen.